# Clara Meijers
Clara Mimi Meijers (27 de agosto de 1885 - 13 de outubro de 1964) foi uma banqueira, escritora e feminista holandesa, que sobreviveu ao Holocausto. Foi responsável pela fundação de uma agência feminina do Robaver Bank em Amsterdã. Sendo reconhecida como a "pioneira do microfinanciamento".

## Biografia
Klara, depois Clara, Meijers nasceu em Amsterdã, filha dos médicos Isidor Meijers e Julie Wolff (1847-1933). Ela era a quinta filha e única menina de uma família judia.
Meijeirs começou a trabalhar como professora de francês em Haia, mas não gostou da profissão. Depois disso, foi trabalhar como secretária no Amsterdamsche Bank, em seguida na empresa bancária Huydecoper & Van Dielen em Utrecht. Ela tornou-se secretária executiva do Rotterdamsche Bankveeeniging (chamado Robaver) em Amsterdã, em 1911.

Por volta de 1910, Meijers tornou-se ativa no movimento feminista. Suas amigas Mia Boissevain e Rosa Manus foram as organizadoras da exposição feminista de 1913, De Vrouw 1813-1913 (A Mulher) e, segundo Janneka Martens, a exposição foi um ponto de virad.
Meijers sugeriu aos organizadores da exposição que prestassem também atenção no setor bancário e de escritórios, porque muitas mulheres trabalhavam neste setor, e [ela] foi nomeada presidente da comissão para a área. A exposição não prestou atenção ao “banco de mulheres” especial que existia em Berlim desde 1910, mas este foi um exemplo brilhante para Meijers, porque ela notou que os bancos existentes muitas vezes se recusavam a conceder empréstimos a mulheres que queriam iniciar o seu próprio negócio. E os funcionários bancários do sexo masculino não estavam dispostos a ajudar as mulheres trabalhadoras a gerir os seus assuntos financeiros. 

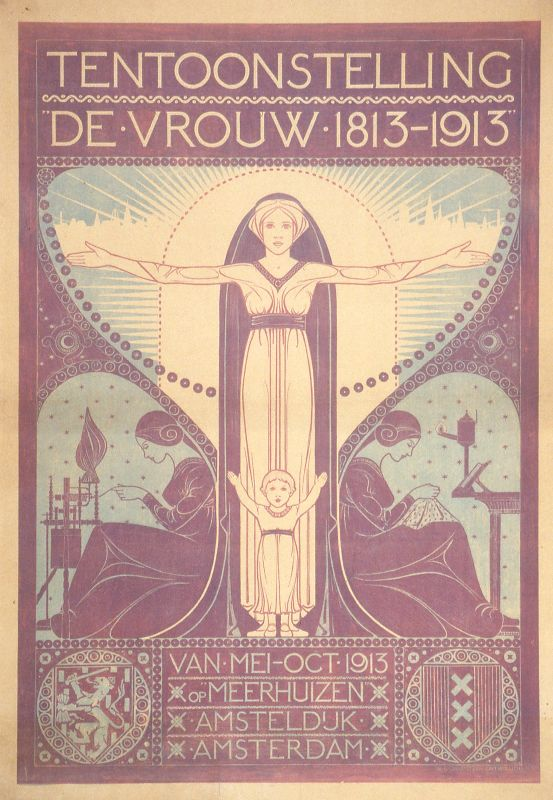
Cartaz da exposição As Mulheres (1813–1913)

Como resultado, Meijers foi nomeada presidente do Comitê da Indústria Bancária e de Escritórios da exposição e foi lá que conheceu o Banco das Mulheres de Berlim, que ainda existia naquela época.